# Mistrovství Evropy ve fotbale 2024 – skupina B
Skupina B Mistrovství Evropy ve fotbale 2024 začala 15. a skončila 24. června 2024. Tvořily ji Španělsko, Chorvatsko, obhájce titulu Itálie a Albánie.

## Týmy
| Výchozí pozice | Tým        | Kvalifikace         | Datum kvalifikace  | Počet účastí | Poslední účast | Nejlepší výsledek        |
| -------------- | ---------- | ------------------- | ------------------ | ------------ | -------------- | ------------------------ |
| B1             | Španělsko  | vítěz skupiny A     | 15. října 2023     | 12.          | 2020           | Vítěz (1964, 2008, 2012) |
| B2             | Chorvatsko | druhý tým skupiny D | 21. listopadu 2023 | 7.           | 2020           | čtvrtfinále (1996, 2008) |
| B3             | Itálie     | druhý tým skupiny C | 20. listopadu 2023 | 11.          | 2020           | Vítěz (1968, 2020)       |
| B4             | Albánie    | vítěz skupiny E     | 17. listopadu 2023 | 2.           | 2016           | skupina (2016)           |

## Výsledky
| Vysvětlivky                                                         |
| ------------------------------------------------------------------- |
| Týmy z prvních a druhých míst postupují do osmifinále               |
| Čtyři nejlépe umístěné týmy ze třetích míst postupují do osmifinále |

### Tabulka
| Tým        | Z | V | R | P | VG | IG | +/- | B |
| ---------- | - | - | - | - | -- | -- | --- | - |
| Španělsko  | 3 | 3 | 0 | 0 | 5  | 0  | +5  | 9 |
| Itálie     | 3 | 1 | 1 | 1 | 3  | 3  | 0   | 4 |
| Chorvatsko | 3 | 0 | 2 | 1 | 3  | 6  | -3  | 2 |
| Albánie    | 3 | 0 | 1 | 2 | 3  | 5  | -2  | 1 |

## Zápasy

### Španělsko - Chorvatsko
| 15. června 2024 18:00                |        |              |                                                                |
| Španělsko                            | 3 : 0  | Chorvatsko   | Olympiastadion, Berlín diváci: 68 844 rozhodčí: Michael Oliver |
| Morata 29' Fabián 32' Carvajal 45+2' | Zpráva | 80' Petković | Olympiastadion, Berlín diváci: 68 844 rozhodčí: Michael Oliver |

| Španělsko | Chorvatsko |

| BR                | 23 | Unai Simón        |     |     |
| PO                | 2  | Dani Carvajal     |     |     |
| SO                | 3  | Robin Le Normand  |     |     |
| SO                | 4  | Nacho             |     |     |
| LO                | 24 | Marc Cucurella    |     |     |
| SZ                | 20 | Pedri             |     | 60' |
| SZ                | 16 | Rodri             | 78' | 87' |
| SZ                | 8  | Fabián Ruiz       |     |     |
| PÚ                | 19 | Lamine Yamal      |     | 87' |
| SÚ                | 7  | Álvaro Morata (c) |     | 67' |
| LÚ                | 17 | Nico Williams     |     | 67' |
| Nahrazující:      |    |                   |     |     |
| ÚT                | 10 | Dani Olmo         |     | 60' |
| ÚT                | 21 | Mikel Oyarzabal   |     | 67' |
| ZÁ                | 6  | Mikel Merino      |     | 67' |
| ÚT                | 11 | Ferran Torres     |     | 87' |
| ZÁ                | 18 | Martín Zubimendi  |     | 87' |
| Trenér:           |    |                   |     |     |
| Luis de la Fuente |    |                   |     |     |

| BR           | 1  | Dominik Livaković |  |     |
| PO           | 2  | Josip Stanišić    |  |     |
| SO           | 6  | Josip Šutalo      |  |     |
| SO           | 3  | Marin Pongračić   |  |     |
| LO           | 4  | Joško Gvardiol    |  |     |
| SZ           | 10 | Luka Modrić (c)   |  | 66' |
| SZ           | 11 | Marcelo Brozović  |  |     |
| SZ           | 8  | Mateo Kovačić     |  | 66' |
| PK           | 7  | Lovro Majer       |  |     |
| LK           | 9  | Andrej Kramarić   |  | 72' |
| SÚ           | 16 | Ante Budimir      |  | 56' |
| Nahrazující: |    |                   |  |     |
| ÚT           | 14 | Ivan Perišić      |  | 56' |
| ZÁ           | 15 | Mario Pašalić     |  | 66' |
| ZÁ           | 25 | Luka Sučić        |  | 66' |
| ÚT           | 17 | Bruno Petković    |  | 72' |
| Trenér:      |    |                   |  |     |
| Zlatko Dalić |    |                   |  |     |

| Muž zápasu: Fabián Ruiz Asistenti rozhodčího: Stuart Burt Dan Cook Čtvrtý rozhodčí: Anthony Taylor Náhradní rozhodčí: Gary Beswick Videorozhodčí: Stuart Attwell Asistenti videorozhodčího: David Coote Pol van Boekel |

### Itálie - Albánie
| 15. června 2024 21:00   |        |            |                                                                  |
| Itálie                  | 2 : 1  | Albánie    | Westfalenstadion, Dortmund diváci: 60 512 rozhodčí: Felix Zwayer |
| Bastoni 11' Barella 16' | Zpráva | 1' Bajrami | Westfalenstadion, Dortmund diváci: 60 512 rozhodčí: Felix Zwayer |

| Itálie | Albánie |

| BR                | 1  | Gianluigi Donnarumma (c) |     |       |
| PO                | 2  | Giovanni Di Lorenzo      |     |       |
| SO                | 23 | Alessandro Bastoni       |     |       |
| SO                | 5  | Riccardo Calafiori       | 51' |       |
| LO                | 3  | Federico Dimarco         |     | 83'   |
| SZ                | 8  | Jorginho                 |     |       |
| SZ                | 18 | Nicolò Barella           |     | 90+2' |
| PK                | 7  | Davide Frattesi          |     |       |
| OZ                | 10 | Lorenzo Pellegrini       | 22' | 77'   |
| LK                | 14 | Federico Chiesa          |     | 77'   |
| SÚ                | 9  | Gianluca Scamacca        |     | 83'   |
| Nahrazující:      |    |                          |     |       |
| ZÁ                | 16 | Bryan Cristante          |     | 77'   |
| OB                | 24 | Andrea Cambiaso          |     | 77'   |
| ÚT                | 19 | Mateo Retegui            |     | 83'   |
| OB                | 13 | Matteo Darmian           |     | 83'   |
| ÚT                | 25 | Michael Folorunsho       |     | 90+2' |
| Trenér:           |    |                          |     |       |
| Luciano Spalletti |    |                          |     |       |

| BR           | 23 | Thomas Strakosha   |     |     |
| PO           | 4  | Elseid Hysaj       |     |     |
| SO           | 6  | Berat Djimsiti (c) |     |     |
| SO           | 5  | Arlind Ajeti       |     |     |
| LO           | 3  | Mario Mitaj        |     |     |
| SZ           | 21 | Kristjan Asllani   |     |     |
| SZ           | 20 | Ylber Ramadani     |     |     |
| SZ           | 10 | Nedim Bajrami      |     | 87' |
| PÚ           | 9  | Jasir Asani        |     | 68' |
| SÚ           | 11 | Armando Broja      | 52' | 76' |
| LÚ           | 15 | Taulant Seferi     |     | 68' |
| Nahrazující: |    |                    |     |     |
| ÚT           | 26 | Arbër Hoxha        | 74' | 68' |
| ZÁ           | 14 | Qazim Laçi         |     | 68' |
| ÚT           | 7  | Rey Manaj          |     | 76' |
| ÚT           | 17 | Ernest Muçi        |     | 87' |
| Trenér:      |    |                    |     |     |
| Sylvinho     |    |                    |     |     |

| Muž zápasu: Federico Chiesa Asistenti rozhodčího: Stefan Lupp Marco Achmüller Čtvrtý rozhodčí: Daniel Siebert Náhradní rozhodčí: Jan Seidel Videorozhodčí: Bastian Dankert Asistenti videorozhodčího: Christian Dingert Rob Dieperink |

### Chorvatsko - Albánie
| 19. června 2024 15:00          |        |                        |                                                                      |
| Chorvatsko                     | 2 : 2  | Albánie                | Volksparkstadion, Hamburk diváci: 46 784 rozhodčí: François Letexier |
| Kramarić 74' Gjasula 76' (vl.) | Zpráva | 11' Laçi 90+5' Gjasula | Volksparkstadion, Hamburk diváci: 46 784 rozhodčí: François Letexier |

| Chorvatsko | Albánie |

| BR                          | 1  | Dominik Livaković |     |     |
| PO                          | 22 | Josip Juranović   |     |     |
| SO                          | 6  | Josip Šutalo      |     |     |
| SO                          | 4  | Joško Gvardiol    |     |     |
| LO                          | 14 | Ivan Perišić      |     | 84' |
| SZ                          | 10 | Luka Modrić (c)   |     |     |
| SZ                          | 11 | Marcelo Brozović  |     | 46' |
| SZ                          | 8  | Mateo Kovačić     |     |     |
| PÚ                          | 7  | Lovro Majer       |     | 46' |
| SÚ                          | 17 | Bruno Petković    |     | 69' |
| LÚ                          | 9  | Andrej Kramarić   |     | 84' |
| Nahrazující:                |    |                   |     |     |
| ZÁ                          | 15 | Mario Pašalić     |     | 46' |
| ZÁ                          | 25 | Luka Sučić        |     | 46' |
| ÚT                          | 16 | Ante Budimir      |     | 69' |
| OB                          | 19 | Borna Sosa        |     | 84' |
| ZÁ                          | 26 | Martin Baturina   |     | 84' |
| Ostatní disciplinární akce: |    |                   |     |     |
| BR                          | 23 | Ivica Ivušić      | 87' |     |
| Trenér:                     |    |                   |     |     |
| Zlatko Dalić                |    |                   |     |     |

| BR           | 23 | Thomas Strakosha   |       |     |
| PO           | 4  | Elseid Hysaj       | 77'   |     |
| SO           | 6  | Berat Djimsiti (c) |       |     |
| SO           | 5  | Arlind Ajeti       |       |     |
| LO           | 3  | Mario Mitaj        |       |     |
| SZ           | 21 | Kristjan Asllani   |       |     |
| SZ           | 20 | Ylber Ramadani     |       | 85' |
| SZ           | 14 | Qazim Laçi         |       | 72' |
| PÚ           | 9  | Jasir Asani        |       | 64' |
| SÚ           | 7  | Rey Manaj          |       | 85' |
| LÚ           | 10 | Nedim Bajrami      |       |     |
| Nahrazující: |    |                    |       |     |
| ÚT           | 15 | Taulant Seferi     |       | 64' |
| ZÁ           | 8  | Klaus Gjasula      | 90+7' | 72' |
| ÚT           | 19 | Mirlind Daku       | 90+3' | 85' |
| ÚT           | 26 | Arbër Hoxha        |       | 85' |
| Trenér:      |    |                    |       |     |
| Sylvinho     |    |                    |       |     |

| Muž zápasu: Andrej Kramarić Asistenti rozhodčího: Cyril Mugnier Mehdi Rahmouni Čtvrtý rozhodčí: Sandro Schärer Náhradní rozhodčí: Stéphane de Almeida Videorozhodčí: Willy Delajod Asistenti videorozhodčího: Jérôme Brisard Bastian Dankert |

Poznámky
1. ↑  Ivica Ivušić obdržel žlutou kartu na lavičce, i přes to, že do zápasu nenastoupil.

### Španělsko - Itálie
| 20. června 2024 21:00 |        |        |                                                                        |
| Španělsko             | 1 : 0  | Itálie | Arena AufSchalke, Gelsenkirchen diváci: 49 528 rozhodčí: Slavko Vinčić |
| Calafiori 55' (vl.)   | Zpráva |        | Arena AufSchalke, Gelsenkirchen diváci: 49 528 rozhodčí: Slavko Vinčić |

| Španělsko | Itálie |

| BR                | 23 | Unai Simón        |       |       |
| PO                | 2  | Dani Carvajal     | 90+6' |       |
| SO                | 3  | Robin Le Normand  | 69'   |       |
| SO                | 14 | Aymeric Laporte   |       |       |
| LO                | 24 | Marc Cucurella    |       |       |
| SZ                | 20 | Pedri             |       | 71'   |
| SZ                | 16 | Rodri             | 45+1' |       |
| SZ                | 8  | Fabián Ruiz       |       | 90+4' |
| PÚ                | 19 | Lamine Yamal      |       | 71'   |
| SÚ                | 7  | Álvaro Morata (c) |       | 78'   |
| LÚ                | 17 | Nico Williams     |       | 78'   |
| Nahrazující:      |    |                   |       |       |
| ZÁ                | 15 | Álex Baena        |       | 71'   |
| ÚT                | 11 | Ferran Torres     |       | 71'   |
| ÚT                | 21 | Mikel Oyarzabal   |       | 78'   |
| ÚT                | 26 | Ayoze Pérez       |       | 78'   |
| ZÁ                | 6  | Mikel Merino      |       | 90+4' |
| Trenér:           |    |                   |       |       |
| Luis de la Fuente |    |                   |       |       |

| BR                | 1  | Gianluigi Donnarumma (c) | 15' |     |
| PO                | 2  | Giovanni Di Lorenzo      |     |     |
| SO                | 23 | Alessandro Bastoni       |     |     |
| SO                | 5  | Riccardo Calafiori       |     |     |
| LO                | 3  | Federico Dimarco         |     |     |
| SZ                | 18 | Nicolò Barella           |     |     |
| SZ                | 8  | Jorginho                 |     | 46' |
| PK                | 7  | Davide Frattesi          |     | 46' |
| OZ                | 10 | Lorenzo Pellegrini       |     | 82' |
| LK                | 14 | Federico Chiesa          |     | 64' |
| SÚ                | 9  | Gianluca Scamacca        |     | 64' |
| Nahrazující:      |    |                          |     |     |
| OB                | 24 | Andrea Cambiaso          |     | 46' |
| ZÁ                | 16 | Bryan Cristante          | 46' | 46' |
| ÚT                | 20 | Mattia Zaccagni          |     | 64' |
| ÚT                | 19 | Mateo Retegui            |     | 64' |
| ÚT                | 11 | Giacomo Raspadori        |     | 82' |
| Trenér:           |    |                          |     |     |
| Luciano Spalletti |    |                          |     |     |

| Muž zápasu: Nico Williams Asistenti rozhodčího: Tomaž Klančnik Andraž Kovačič Čtvrtý rozhodčí: Clément Turpin Náhradní rozhodčí: Nicolas Danos Videorozhodčí: Nejc Kajtazovič Asistenti videorozhodčího: Bartosz Frankowski Tomasz Kwiatkowski |

### Albánie - Španělsko
| 24. června 2024 21:00 |        |            |                                                                    |
| Albánie               | 0 : 1  | Španělsko  | Düsseldorf Arena, Düsseldorf diváci: 46 586 rozhodčí: Glenn Nyberg |
|                       | Zpráva | 13' Torres | Düsseldorf Arena, Düsseldorf diváci: 46 586 rozhodčí: Glenn Nyberg |

| Albánie | Španělsko |

| BR           | 23 | Thomas Strakosha   |     |     |
| PO           | 2  | Iván Balliu        |     |     |
| SO           | 6  | Berat Djimsiti (c) |     |     |
| SO           | 5  | Arlind Ajeti       |     |     |
| LO           | 3  | Mario Mitaj        |     |     |
| SZ           | 20 | Ylber Ramadani     |     |     |
| SZ           | 21 | Kristjan Asllani   |     |     |
| PK           | 9  | Jasir Asani        |     | 81' |
| OZ           | 14 | Qazim Laçi         |     | 70' |
| LK           | 10 | Nedim Bajrami      | 66' | 70' |
| SÚ           | 7  | Rey Manaj          |     | 59' |
| Nahrazující: |    |                    |     |     |
| ÚT           | 11 | Armando Broja      |     | 59' |
| ÚT           | 26 | Arbër Hoxha        |     | 70' |
| ZÁ           | 16 | Medon Berisha      | 89' | 70' |
| ZÁ           | 17 | Ernest Muçi        |     | 81' |
| Trenér:      |    |                    |     |     |
| Sylvinho     |    |                    |     |     |

| BR                | 1  | David Raya         |     |     |
| PO                | 22 | Jesús Navas (c)    |     |     |
| SO                | 5  | Daniel Vivian      | 90' |     |
| SO                | 14 | Aymeric Laporte    |     | 46' |
| LO                | 12 | Alejandro Grimaldo |     |     |
| SZ                | 18 | Martín Zubimendi   |     |     |
| SZ                | 6  | Mikel Merino       |     |     |
| PK                | 11 | Ferran Torres      |     | 72' |
| OZ                | 10 | Dani Olmo          |     | 84' |
| LK                | 21 | Mikel Oyarzabal    |     | 62' |
| SÚ                | 9  | Joselu             |     | 72' |
| Nahrazující:      |    |                    |     |     |
| OB                | 14 | Robin Le Normand   |     | 46' |
| ZÁ                | 25 | Fermín López       |     | 62' |
| ÚT                | 7  | Álvaro Morata      |     | 72' |
| ÚT                | 19 | Lamine Yamal       |     | 72' |
| ZÁ                | 15 | Álex Baena         |     | 84' |
| Trenér:           |    |                    |     |     |
| Luis de la Fuente |    |                    |     |     |

| Muž zápasu: Ferran Torres Asistenti rozhodčího: Mahbod Beigi Andreas Söderkvist Čtvrtý rozhodčí: Mykola Balakin Náhradní rozhodčí: Oleksandr Berkut Videorozhodčí: Christian Dingert Asistenti videorozhodčího: David Coote Marco Fritz |

### Chorvatsko - Itálie
| 24. června 2024 21:00 |        |                |                                                                 |
| Chorvatsko            | 1 : 1  | Itálie         | Leipzig Stadium, Lipsko diváci: 38 322 rozhodčí: Danny Makkelie |
| Modrić 54', 55'       | Zpráva | 90+8' Zaccagni | Leipzig Stadium, Lipsko diváci: 38 322 rozhodčí: Danny Makkelie |

| Chorvatsko | Itálie |

| BR           | 1  | Dominik Livaković |       |       |
| PO           | 2  | Josip Stanišić    | 82'   |       |
| SO           | 6  | Josip Šutalo      |       |       |
| SO           | 3  | Marin Pongračić   | 78'   |       |
| LO           | 4  | Joško Gvardiol    |       |       |
| SZ           | 10 | Luka Modrić (c)   | 60'   | 81'   |
| SZ           | 11 | Marcelo Brozović  | 90+1' |       |
| SZ           | 8  | Mateo Kovačić     |       | 70'   |
| PÚ           | 25 | Luka Sučić        | 24'   | 70'   |
| sÚ           | 9  | Andrej Kramarić   |       | 90'   |
| LÚ           | 15 | Mario Pašalić     |       | 46'   |
| Nahrazující: |    |                   |       |       |
| ÚT           | 16 | Ante Budimir      |       | 46'   |
| ÚT           | 14 | Ivan Perišić      |       | 70'   |
| ZÁ           | 18 | Luka Ivanušec     | 75'   | 70'   |
| ZÁ           | 7  | Lovro Majer       |       | 81'   |
| OB           | 22 | Josip Juranović   |       | 90+1' |
| Trenér:      |    |                   |       |       |
| Zlatko Dalić |    |                   |       |       |

| BR                | 1                 | Gianluigi Donnarumma (c) |        |     |
| PO                | 2                 | Giovanni Di Lorenzo      |        |     |
| SO                | 23                | Alessandro Bastoni       |        |     |
| SO                | 5                 | Riccardo Calafiori       | 90+3'  |     |
| LO                | 13                | Matteo Darmian           |        | 81' |
| SZ                | 18                | Nicolò Barella           |        |     |
| SZ                | 8                 | Jorginho                 |        | 81' |
| PK                | 11                | Giacomo Raspadori        |        | 75' |
| OZ                | 10                | Lorenzo Pellegrini       |        | 46' |
| LK                | 3                 | Federico Dimarco         |        | 57' |
| SÚ                | 19                | Mateo Retegui            |        |     |
| Nahrazující:      |                   |                          |        |     |
| ZÁ                | 7                 | Davide Frattesi          |        | 46' |
| ÚT                | 14                | Federico Chiesa          |        | 57' |
| ÚT                | 9                 | Gianluca Scamacca        |        | 75' |
| ZÁ                | 21                | Nicolò Fagioli           | 90+7'  | 81' |
| ÚT                | 20                | Mattia Zaccagni          |        | 81' |
| Trenér:           |                   |                          |        |     |
| Luciano Spalletti | Luciano Spalletti | Luciano Spalletti        | 90+10' |     |

| Muž zápasu: Luka Modrić Asistenti rozhodčího: Hessel Steegstra Jan de Vries Čtvrtý rozhodčí: Serdar Gözübüyük Náhradní rozhodčí: Johan Balder Videorozhodčí: Rob Dieperink Asistenti videorozhodčího: Pol van Boekel Bastian Dankert |

## Disciplína
Body fair play se použily jako rozhodující, pokud byly celkové a vzájemné výsledky týmů vyrovnané. Ty se vypočítaly na základě žlutých a červených karet obdržených ve všech zápasech skupiny takto:
- první žlutá karta: - 1 bod;
- nepřímá červená karta (druhá žlutá karta): - 3 body;
- přímá červená karta: - 4 body;
- žlutá karta a přímá červená karta: - 5 bodů;

V jednom zápase šlo na hráče uplatnit pouze jeden z výše uvedených odečtů.
| Tým        | 1. Kolo | 1. Kolo                                                    | 1. Kolo   | 1. Kolo                         | 2. Kolo | 2. Kolo                                                    | 2. Kolo   | 2. Kolo                         | 3. Kolo | 3. Kolo                                                    | 3. Kolo   | 3. Kolo                         | Body |
| Tým        |         | Žlutá karta udělena · Žlutá karta udělena opět · Vyloučení | Vyloučení | Žlutá karta udělena · Vyloučení |         | Žlutá karta udělena · Žlutá karta udělena opět · Vyloučení | Vyloučení | Žlutá karta udělena · Vyloučení |         | Žlutá karta udělena · Žlutá karta udělena opět · Vyloučení | Vyloučení | Žlutá karta udělena · Vyloučení | Body |
| ---------- | ------- | ---------------------------------------------------------- | --------- | ------------------------------- | ------- | ---------------------------------------------------------- | --------- | ------------------------------- | ------- | ---------------------------------------------------------- | --------- | ------------------------------- | ---- |
| Španělsko  | 1       |                                                            |           |                                 | 3       |                                                            |           |                                 | 1       |                                                            |           |                                 | −5   |
| Itálie     | 2       |                                                            |           |                                 | 2       |                                                            |           |                                 | 3       |                                                            |           |                                 | −7   |
| Albánie    | 2       |                                                            |           |                                 | 3       |                                                            |           |                                 | 3       |                                                            |           |                                 | −8   |
| Chorvatsko |         |                                                            |           |                                 | 2       |                                                            |           |                                 | 6       |                                                            |           |                                 | −8   |